# Victor Szebehely
Victor G. Szebehely (Budapest, 21 agosto 1921 – Austin, 13 settembre 1997) è stato un ingegnere ungherese naturalizzato statunitense, figura chiave nello sviluppo e nel successo del Programma Apollo.

## Biografia
Szebehely nacque a Budapest, in Ungheria, nel 1921. Figlio di un ingegnere, ne seguì le orme. Si laureò in ingegneria meccanica nel 1944 presso l'Università tecnica di Budapest; presso la stessa università conseguì il dottorato nel 1946, con una tesi sul problema dei tre corpi. Emigrato negli Stati Uniti nel 1947, insegnò meccanica applicata presso il Virginia Polytechnic Institute fino al 1954, quando - acquisita la cittadinanza statunitense - poté essere assunto dalla marina militare statunitense, a Washington, per la quale condusse ricerche sul moto di piccole imbarcazioni in mare grosso, che gli valsero i primi riconoscimenti internazionali. In tali studi introdusse una misura adimensionale della non stazionarietà di un fluido che è nota come numero di Szebehely.
Con l'assunzione nel 1957 nella divisione missilistica dalla General Electric, iniziò la sua partecipazione al programma spaziale statunitense. Fra i suoi principali risultati vi fu l'applicazione del problema ristretto dei tre corpi alle orbite delle missioni Apollo. Insegnò astronomia presso la Yale University dal 1963 al 1968, quando si trasferì presso il dipartimento di ingegneria aerospaziale e di ingegneria meccanica (Department of Aerospace Engineering and Engineering Mechanics) - che diresse dal 1977 al 1981 - dell'Università del Texas a Austin, tramite cui stabilì collaborazioni con il Jet Propulsion Laboratory (JPL) e con il Johnson Space Center della NASA.
A testimonianza della sua competenza in meccanica celeste, un'equazione che consente di determinare il potenziale gravitazionale di un corpo celeste è detta equazione di Szebehely.
Victor Szebehely è morto ad Austin nel 1997, all'età di settantasei anni, poche settimane dopo aver rassegnato le proprie dimissioni dall'Università di Austin per motivi di salute.

## Opere
Prolifico autore scientifico, redasse duecento articoli scientifici.
Tra le sue opere principali, ci sono Theory of Orbits: The Restricted Problem of Three Bodies (Academic Press, New York and London, 1967), che è uno dei principali testi sul problema ristretto dei tre corpi, e un manuale di meccanica celeste: Adventures in Celestial Mechanics (University of Texas Press, 1989).

## Onorificenze
- Nel 1976 ricevette il premio Brouwer Award dalla Division on Dynamical Astronomy dell'American Astronomical Society.
- Nel 1991 ha ricevuto il titolo di dottorato onorario dall'Università Loránd Eötvös di Budapest.
- Nel 1997, ha ricevuto il premio Cataldo Angiola Agostinelli dall'Accademia dei Lincei per le sue ricerche di fisica matematica.[1]